# Marcel Meisen

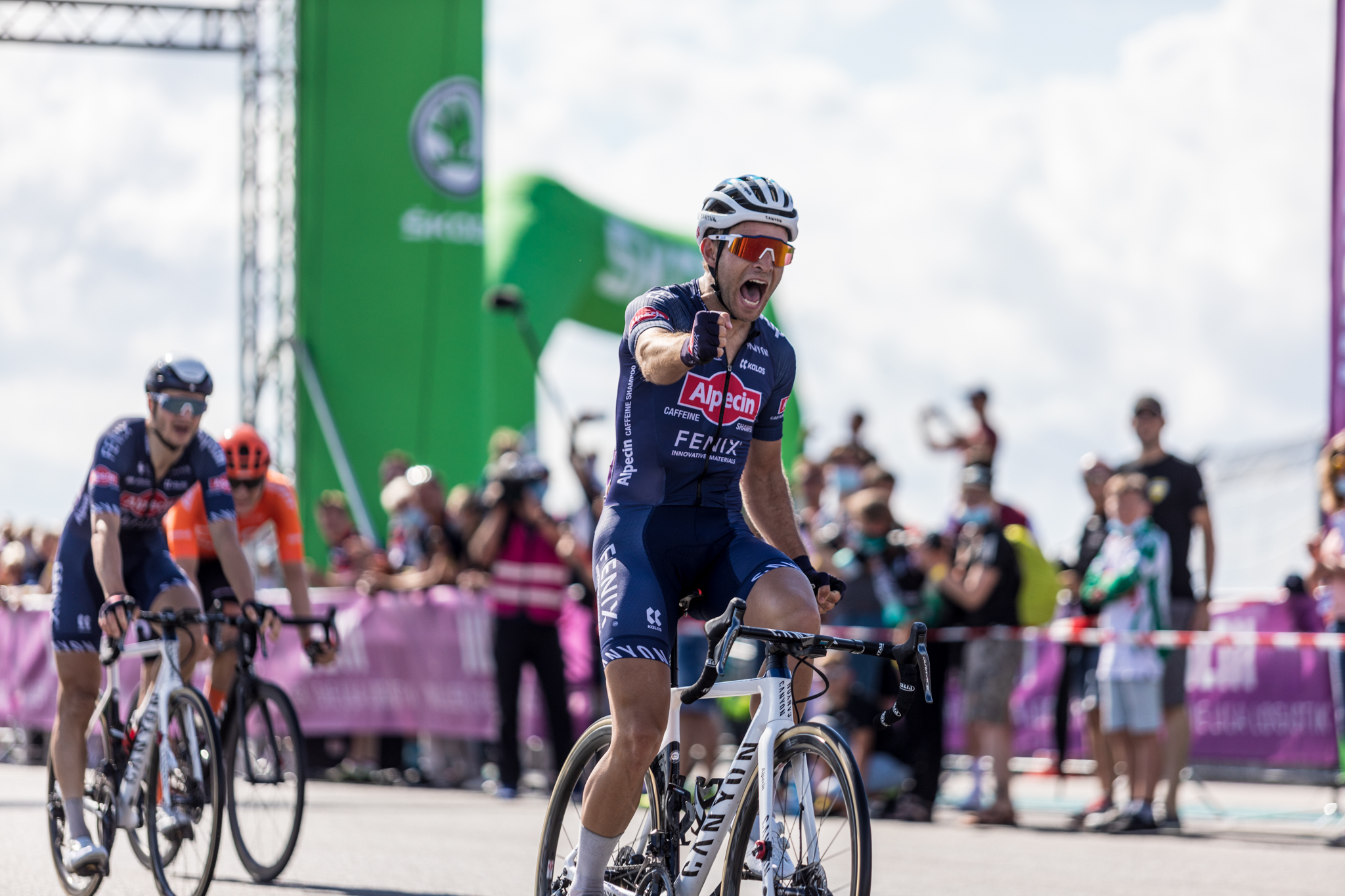
2020 wurde Meisen deutscher Straßenmeister

Marcel Meisen (* 8. Januar 1989 in Stolberg) ist ein ehemaliger deutscher Radrennfahrer, der im Cyclocross und im Straßenradsport erfolgreich war.

## Karriere
Marcel Meisen wurde 2008 in Herford deutscher Cyclocrossmeister der U23-Kategorie. In den beiden Folgejahren gewann er jeweils die Silbermedaille im U23-Rennen. Nachdem er 2014 bei der Elite ebenfalls Zweiter wurde, gewann er 2015 erstmals den Meistertitel. Bis einschließlich 2025 wurde er neunmal deutscher Meister im Cyclocross. Regelmäßig startete Meisen bei Cyclocross-Weltmeisterschaften, wobei seine besten Platzierungen Rang acht 2015, Rang zehn 2016 und erneut Rang acht 2019 waren; wiederholt war er hierbei der beste Fahrer außerhalb der dominierenden Nationen Niederlande und Belgien. Sein bestes Ergebnis im UCI-Cyclocross-Weltcup war ein dritter Platz im Rennen von Fiuggi Anfang 2017. Er gewann im Laufe seiner Karriere über 40 internationale Cyclocrossrennen; in der schweizerischen EKZ CrossTour gelang ihm 2019/2020 der Gesamtsieg.
Auf der Straße fuhr Meisen seit 2008 für verschiedene UCI Continental Teams. und gewann zwischen 2012 und 2015 sechs Abschnitte internationaler Etappenrennen. 2020 wurde er auf dem Sachsenring überraschend deutscher Straßenmeister vor dem Favoriten Pascal Ackermann, der Rang zwei belegte. Damit war er der erste Fahrer seit Reimund Dietzen im Jahr 1984, der im selben Jahr Cross- und Straßenmeister wurde.
Meisen beendete seine Karriere nach den Cyclocross-Weltmeisterschaften 2025, seiner 19. WM-Teilnahme. Er fuhr seine letzten Rennen für das Team RTF, einer Auskoppelung des Radsport-YouTube-Kanals Richie & Tobi, welcher die Saison zusätzlich mit Videos auf YouTube begleitete.

## Privates
Marcel Meisen wohnt in rheinländischen Stolberg (Stand 2015). Er ist ein Sohn von Josef Meisen, der in den 1980er-Jahren ebenfalls ein erfolgreicher Querfeldeinfahrer war.

## Erfolge

### Cyclocross

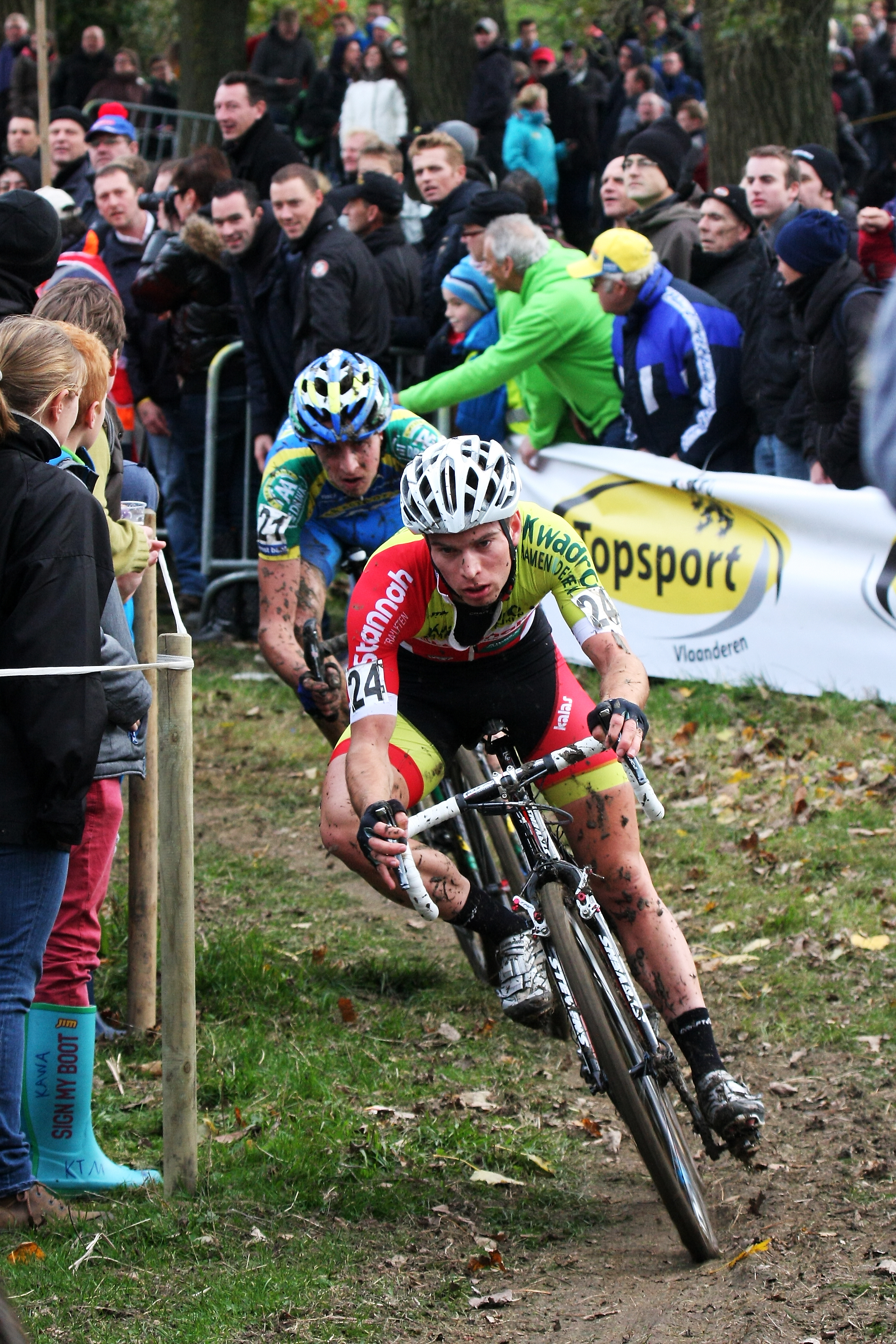
Meisen beim Koppenbergcross 2013

2007/2008
- Deutscher Meister (U23)

2014/2015
- Deutscher Meister

2016/2017
- Deutscher Meister

2017/2018
- Deutscher Meister

2018/2019
- Deutscher Meister

2019/2020
- Deutscher Meister
- EKZ CrossTour – Gesamtwertung

2020/2021
- Deutscher Meister

2021/2022
- Deutscher Meister

2023/2024
- Deutscher Meister

2024/2025
- Deutscher Meister

### Straße
2012
- eine Etappe La Mi-Août en Bretagne

2013
- eine Etappe Boucles de la Mayenne
- eine Etappe Tour Alsace
- eine Etappe Baltic Chain Tour

2015
- eine Etappe Tour de Gironde
- eine Etappe Oberösterreich-Rundfahrt

2020
- Deutscher Meister – Straßenrennen